# Oružane snage Komora
Oružane snage Komora (na francuskom jeziku: Armée nationale de développement) sastoje se kopnene vojske, nacionalne policije te obalne straže. Prema izvorima CIA-e, godine 2011. imale su 1000 pripadnika, iako neki izvori navode kako se radi i o više od 2000 aktivnih policajaca, vojnika i časnika. Godišnja potrošnja u vojne svrhe 2006. godine iznosila je oko 11 500 000 američkih dolara, što je bilo 2,8 % tadašnjeg državnog BDP-a. Obrambeni sporazum Komora s Francuskom omogućuje državi dobivanje pomoći za nadziranje teritorijalnih voda, obučavanje pripadnika oružanih snaga od strane francuskih vojnih instruktora te zračni nadzor. Također, na zahtjev vlade Komora, Francuska na tom otočuju drži manji broj pripadnika svojih oružanih snaga. Osim toga, na obližnjem otoku Mayotte, koji je i danas francuska kolonija, nalazi se jedna od vojnih baza Legije stranaca. Odsluženje vojnog roka dobrovoljno je, a traje 2 godine. Minimalna dobna granica za ulazak u oružane snage Komora iznosi 18 godina, a od 2004. godine u vojsci sudjeluju i žene. Glavni vojni stožer nalazi se u glavnom gradu države Moroniju.

## Oprema

### Kopnena vojska
- Logistička vozila
  - Mitsubishi L200 (količina nepoznata), država porijekla Japan

- Protutenkovsko naoružanje
  - RPG-7 (količina nepoznata), država porijekla SSSR

- Pješačko naoružanje
  - FN-FAL (količina nepoznata), država porijekla Belgija
  - AK-47, razne varijante (količina nepoznata), država porijekla SSSR
  - NSV HMG (količina nepoznata), država porijekla SSSR

### Zračne snage
Iako nemaju ratno zrakoplovstvo, oružane snage Komora posjeduju letjelice, od čega dijelom upravlja vojska, a dijelom nacionalna policija. Aktualno stanje letjelica: 
| Letjelica        | Vrsta                                 | Država porijekla | U službi    |
| ---------------- | ------------------------------------- | ---------------- | ----------- |
| Aermacchi SF.260 | školski/laki zrakoplov                | Italija          | 5 letjelica |
| Cessna 402       | taksi zrakoplov                       | SAD              | 1 letjelica |
| L-410 Turbolet   | transportni zrakoplov                 | Čehoslovačka     | 2 letjelice |
| Mil Mi-14        | protupodmornički helikopter           | SSSR             | 1 letjelica |
| Eurocopter AS350 | laki helikopter/logistički helikopter | Francuska        | 1 letjelica |

### Obalna straža
Obalna straža koristi 2 ophodna broda Yamayuri, japanske proizvodnje. Oba broda u službu su uvedena 1981. godine.